# Bosanska Gradiška
Gradiška (in serbo: Градишка,  precedentemente Bosanska Gradiška), spesso traslitterata nell'alfabeto latino in  Gradiska,  anche conosciuta in passato con l'esonimo turco di Berbir, è una città e municipalità della Bosnia ed Erzegovina situata nel nord della Repubblica Serba, sulla riva destra del fiume Sava con 56 727 abitanti al censimento 2013.

## Storia
È spesso ricordata in letteratura come Gradisca dei Turchi (Gradiska-des-Turcs), in quanto fu a lungo una piazzaforte dell'Impero ottomano. Da non confondere con i due insediamenti situati sull'altra sponda della Sava ed oggi in Croazia: Stara Gradiška (Vecchia Gradisca), e l'attigua Nova Gradiška (Nuova Gradisca).